# Bomba z tlakového hrnce

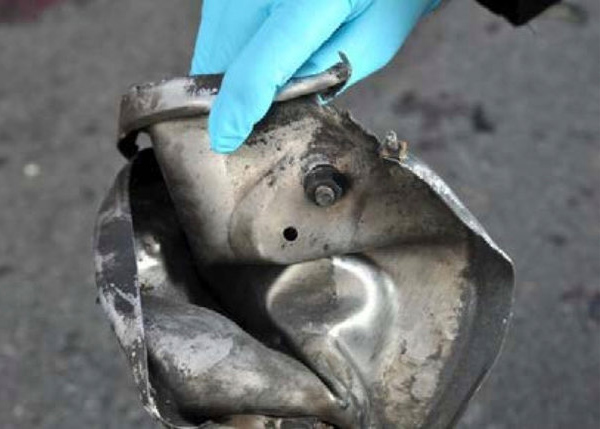
Úlomek tlakového hrnce nalezený po výbuchu na Bostonském maratonu v roce 2013

Bomba vyrobená z tlakového hrnce je improvizované výbušné zařízení, podomácku vyrobená bomba. Výroba spočívá v umístění explozivního materiálu do tlakového hrnce a umístění rozbušky na pokličku hrnce.
Útoky toutou bombou byly provedeny v roce 2006 v Bombaji, v roce 2013 v Bostonu a v roce 2010 ve Stockholmu. Při útoku na Times Square v New Yorku v roce 2013 tyto bomby selhaly a nevybuchly.

## Popis
Tyto bomby jsou lehce vyrobitelné s pomocí snadno dostupných materiálů. Bomba může být odpálena pomocí jednoduchých elektronických zařízení, jako jsou digitální hodinky, mobilní telefony, pagery, kuchyňské hodiny, budíky atp. Síla výbuchu je závislá na velikosti hrnce a na druhu použité výbušniny.
Stejně jako trubková bomba obsahuje bomba z tlakového hrnce množství energie, které umožňuje s použitím slabých výbušnin dosáhnout relativně silné exploze. Exploze hrnec roztříští a vznikají smrtící šrapnely. To lze ještě umocnit přidáním dalších součástí, jako jsou hřebíky nebo kuličky z ložisek apod. Obvykle je ale účinnost takovýchto náloží násobně až řádově nižší než u zbraní plněných brizantní výbušninou (např. dělostřelecký granát s TNT o stejné hmotnosti). Tlak uvnitř trubky, resp. hrnce plněného střelným prachem (popř. pyrotechnickou složí) narůstá pomalu a to vede k neideálnímu potrhání obalu. V konečném důsledku tak bomba z hrnce či trubky produkuje malé množství fragmentů (typicky jednotky až stovky oproti tisícům), což významně snižuje pravděpodobnost zasažení cíle (osoby, vozidla).
Tento typ bomby se objevil v německém filmu Zúčtování s minulostí / Was tun, wenn's brennt? (2001)